# Renegade Trail
Renegade Trail è un film del 1939 diretto da Lesley Selander.
È un western statunitense con William Boyd, Russell Hayden e George 'Gabby' Hayes. Fa parte della serie di film western incentrati sul personaggio di Hopalong Cassidy (interpretato da Boyd) creato nel 1904 dallo scrittore Clarence E. Mulford.

## Produzione
Il film, diretto da Lesley Selander su una sceneggiatura di John Rathmell e, per alcuni dialoghi addizionali, di Harrison Jacobs, fu prodotto da Harry Sherman tramite la Harry Sherman Productions e girato nelle Alabama Hills a Lone Pine, in California, dal marzo 1939. Il titolo di lavorazione fu Arizona Bracelets. I brani della colonna sonora Lazy Rolls the Rio Grande e Hi Thar, Stranger furono composti da Foster Carling e Phil Ohman.

## Distribuzione
Il film fu distribuito negli Stati Uniti dal 25 luglio 1939 al cinema dalla Paramount Pictures.
Altre distribuzioni:
- in Finlandia il 5 novembre 1939 (Karkurin jäljillä)
- negli Stati Uniti il 10 aprile 1948 (redistribuzione)
- in Danimarca il 12 dicembre 1952 (Med revolver og lasso)
- in Brasile (A Sombra do Passado)

## Promozione
Le tagline sono:
- They can only double-cross CASSIDY once!... He shoots it out with the outlaws as racing romance and red-blooded adventure ride side by side - thundering down the renegade trail!
- A DOUBLE-CROSS... MEANT DOUBLE-FIRE FROM "SIX-GUNS"
- DANGER CALLS CASSIDY and your favorite hero races to battle with a vicious killer who stalks out of the mysterious past!
- What was the secret that made Cassidy free the man who swore to kill him?